# Freaks and bits
Freaks and Bits és un Podcast dedicat a parlar sobre cultura audiovisual: Televisió, Cinema, Sèries, videojocs i còmics. Presentat per Pau Aguilar, dirigit per Pau Sabés, amb dos col·laboradors fixes: Magí Barneda i Nestor Sard.
El seu lema és "Freaks and Bits és el programa que t’acosta la cultura audiovisual al sofà de casa!"
1. ↑  «Freaks and Bits - Podcast en iVoox» (en castellà). [Consulta: 14 gener 2025].